# Meikun dōchūki
Meikun dōchūki (名君道中記?) è un film muto del 1934 diretto da Hōzō Nakajima.
Mai distribuito in Italia, letteralmente significa "cronache di viaggio di un signore illuminato".